# Plecoptera hamifera
Plecoptera hamifera là một loài bướm đêm trong họ Erebidae.